# Blrm Architekt*innen
blrm Architekt*innen (bis 2022 Blauraum Architekten) ist ein deutsches Architekturbüro.

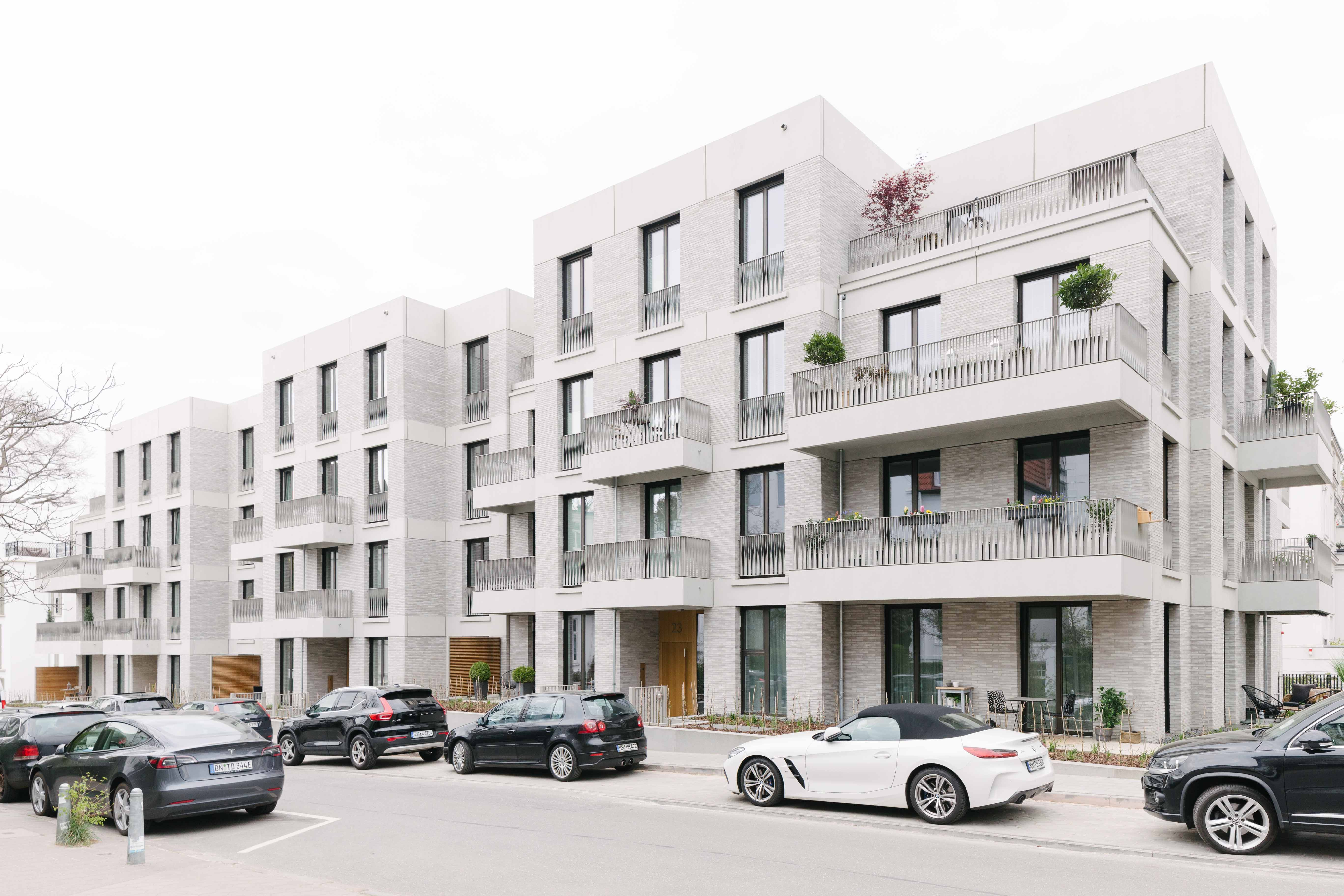
Stadthäuser an der Alsterchaussee, Hamburg-Harvestehude

## Geschichte
2002 gründeten Volker Halbach, Rüdiger Ebel, Maurice Paulussen und Carsten Venus Blauraum Architekten in Hamburg. 2022 wurden Jan Busemeyer und Jannes Wurps neben Rüdiger Ebel und Volker Halbach geschäftsführende Gesellschafter und die Gesellschaft in blrm Architekt*innen umbenannt.
2024 gründeten Volker Halbach und Rüdiger Ebel als Ergänzung zu blrm Architekt*innen GmbH die auau Kurator*innen GmbH, eine eigenständige Kulturplattform zur Förderung des Architekturdiskurses in Hamburg.
Die Bestplatzierung von blauraum Architekten in der Top100-Liste von Baunetz lag national bei Rang 17.

## Bauten
- 2004: Freitag Flagshipstore Store, Hamburg
- 2005: Wohnen[+] Bogenallee, Hamburg[4][5]
- 2006: Handelshof Lange, Reihe Hamburg
- 2007: Atelierhaus Grindelhof, Hamburg
- 2008: contractworld, Hannover, 2008
- 2010: Treehouses Bebelallee, Hamburg[6][7]
- 2011: Stationsgebäude Hamburg-Süd
- 2012: Laserzentrum Nord, Bergedorf[8]
- 2012: Wesergärten, Bremen
- 2013: Hansaterrassen, Hamburg
- 2013: Ochsenweberstraße, Hamburg
- 2013: Seniorenwohnen Sandfoort, Hamburg – Langenhorn
- 2015: Aquis Plaza, Aachen
- 2019: KPTN, Hamburg
- 2021: HW21, Neubau Stadthäuser an der Alster, Hamburg

## Auszeichnungen und Preise
- 2004: Bauwerk des Jahres – Architekten und Ingenieurverein Hamburg e. V. (Wohnen[+] Bogenalle 10–12)
- 2005: BDA Preis Hamburg für Bogenalle 10–12[9][10]
- 2006: Contractworld.award 2006, best shop, (FREITAG F-lagshipstore)[11]
- 2006: Architekturpreis 2010 – Zukunft im Bestand, BDA Hamburg, 1. Preis (Bogenallee 10–12)[12]
- 2008: Beste Hamburger Jahrbuch Projekte 1989–2008 AKHH, (Wohnen[+] Bogenalle)
- 2010: Architekturpreis 2010 – Zukunft im Bestand, BDA Hamburg, 1. Preis (treehouses bebelallee)[13]
- 2012: Zumtobel Group Award – Würdigung für Treehouese Bebelallee

## Ausstellungen
- 2006: Architekturbiennale Venedig mit Wohnen[+] Bogenallee, Hamburg
- 2012: Architekturbiennale Venedig mit Treehouese Bebelallee